# L'Âge de glace 4 : La Dérive des continents - Jeux de l'Arctique
Pour les articles homonymes, voir Âge de glace (homonymie).
L'Âge de glace 4 : La Dérive des continents - Jeux de l'Arctique (Ice Age: Continental Drift – Arctic Games) est un jeu vidéo de type party game développé par Behaviour Interactive et édité par Activision, sorti en 2012 sur Wii, PlayStation 3, Xbox 360, Nintendo DS, Nintendo 3DS et téléphone mobile.
Il est adapté du film du même nom.

## Accueil
- Jeuxvideo.com : 3/20 (PS3/X360/Wii)[1] - 2/20 (3DS)[2]